# Stinkende russula
De stinkende russula (Russula foetens) is een paddenstoel uit de familie Russulaceae. Hij groeit op voedselrijke bodem, langs paden bij loofbomen, vooral beuk of eik.

## Kenmerken

### Uiterlijke kenmerken
Hoed
De hoed is glad, gebold tot uitgespreid en heeft een diameter van 5 tot 15 cm. Bij vochtig weer is de hoed extreem vettig of slijmerig, bij droog weer plakkerig. De kleur is okergeel tot oranjebruin. De paddenstoel is eerst glad aan de rand, maar wordt later gevoord met een ingedeukt centrum.
Lamellen
De lamellen zijn crèmekleurig met vaak bruinige vlekken. Ze lopen af op de steel. Ze variëren in kleur van vuil crème tot lichtgeel. De lamellen zijn relatief smal, ongeveer 6 tot 10 mm breed.
Steel
De steel is broos, recht, cilindrisch, soms bolvormig en vaak vervormd. De kleur is ongeveer gelijk aan de lamellen. Oudere vruchtlichamen hebben meestal een holle steel met kamers, binnenin de steel kan het vlees roodbruin van kleur zijn. Soms kunnen de vruchtlichamen bij volwassen exemplaren nog half in de grond blijven steken.
Geur en smaak
De smaak is scherp en de geur onaangenaam. Vanwege de slechte smaak wordt hij in het algemeen beschouwd als oneetbaar. In Rusland wordt deze soort echter wel gegeten. Daar dompelt men na het plukken de vruchtlichamen dagenlang onder in water om de slechte smaak te verwijderen.
Sporenprint
De sporenprint is creme (IIb-c volgens Romagnesi).

### Microscopische kenmerken
De sporen zijn witachtig tot crèmekleurig. De sporen hebben de afmeting 7,5–10,1 (11,5) × 6,6–9,1 µm. Het sporenornament bestaat uit geïsoleerde, grove wratten die op sommige plaatsen onduidelijk met elkaar verbonden kunnen zijn. De apiculus is 1–1,25 × 1–1,25 µm. De viersporige, knotsvormige basidia zijn 45–65 × 12–15 µm groot. De talrijke, spoelvormige cheilocystiden meten 30–90 × 5–9 µm, terwijl de vergelijkbare maar niet zo talrijke pleurocystiden 55–135 × 10–14 µm meten.

## Verwarrende soorten
Hij lijkt op de amandelrussula, maar deze ruikt naar amandelessence.

## Verspreiding
In Nederland komt de soort vrij algemeen voor. Hij staat op de rode lijst in de categorie kwetsbaar.

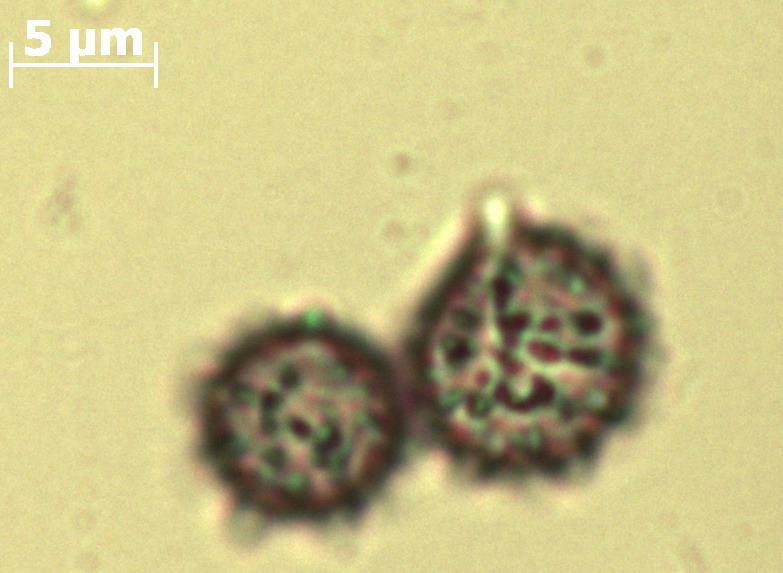